# Macristis schausi
Macristis schausi är en fjärilsart som beskrevs av Barnes och Benjamin 1924. Macristis schausi ingår i släktet Macristis och familjen nattflyn. Inga underarter finns listade i Catalogue of Life.